# NGC Medical-OTC Industria Porte
NGC Medical-OTC Industria Porte was een Zwitsers-Italiaanse wielerploeg. NGC Medical-OTC Industria Porte was een Professional Continental Team en nam deel aan de UCI Europe Tour.
In 2008 kreeg de ploeg verrassend een wildcard voor de Ronde van Italië, deze wildcard werd ingetrokken en de ploeg stond uiteindelijk dus niet aan de start.
In 2009 fusioneerde de ploeg met A-Style-Somn waardoor de fusieploeg CarmioOro NGC ontstond.

## Ploeg 2008
| Naam                 | Geboortedatum | Nationaliteit |
| -------------------- | ------------- | ------------- |
| Silvère Ackermann    | 30-12-1984    | Zwitserland   |
| Laurent Beuret       | 24-06-1986    | Zwitserland   |
| Piergiorgio Camussa  | 25-09-1981    | Italië        |
| Donato Cannone       | 16-02-1982    | Italië        |
| Marco Cattaneo       | 05-06-1982    | Italië        |
| Massimiliano Maisto  | 27-08-1980    | Italië        |
| Diego Nosotti        | 26-07-1982    | Italië        |
| Francesco Reda       | 19-11-1982    | Italië        |
| Bruno Rizzi          | 03-11-1983    | Italië        |
| Enrico Rossi         | 05-05-1982    | Italië        |
| Konstantin Schubert  | 03-05-1982    | Duitsland     |
| Alessio Signego      | 11-12-1983    | Italië        |
| Francesco Tizza      | 24-02-1981    | Italië        |
| Stefan Trafelet      | 23-03-1984    | Zwitserland   |
| Wolodymyr Sahorodnij | 27-06-1981    | Oekraïne      |

2006 · 2007 · 2008